# Lupinus muelleri
Lupinus muelleri är en ärtväxtart som beskrevs av Paul Carpenter Standley. Lupinus muelleri ingår i släktet lupiner, och familjen ärtväxter. Inga underarter finns listade i Catalogue of Life.